# Rugby School

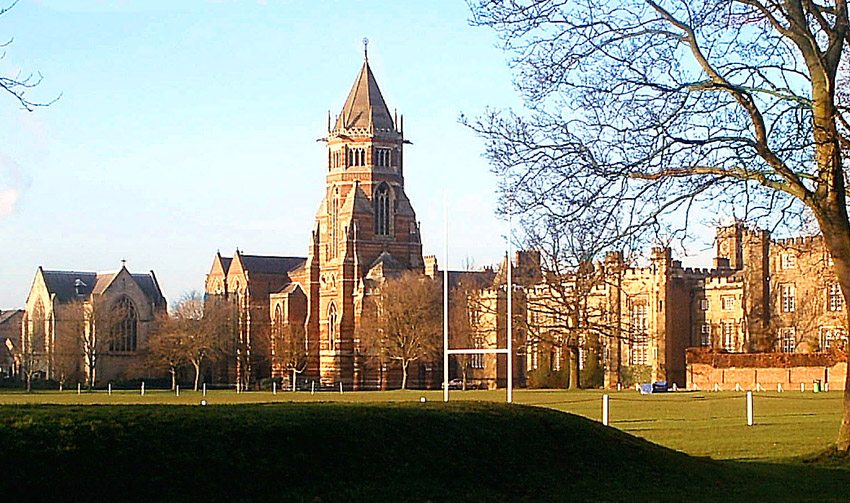
Zicht op de Rugby School vanaf het sportveld waar volgens de legende rugby is uitgevonden.

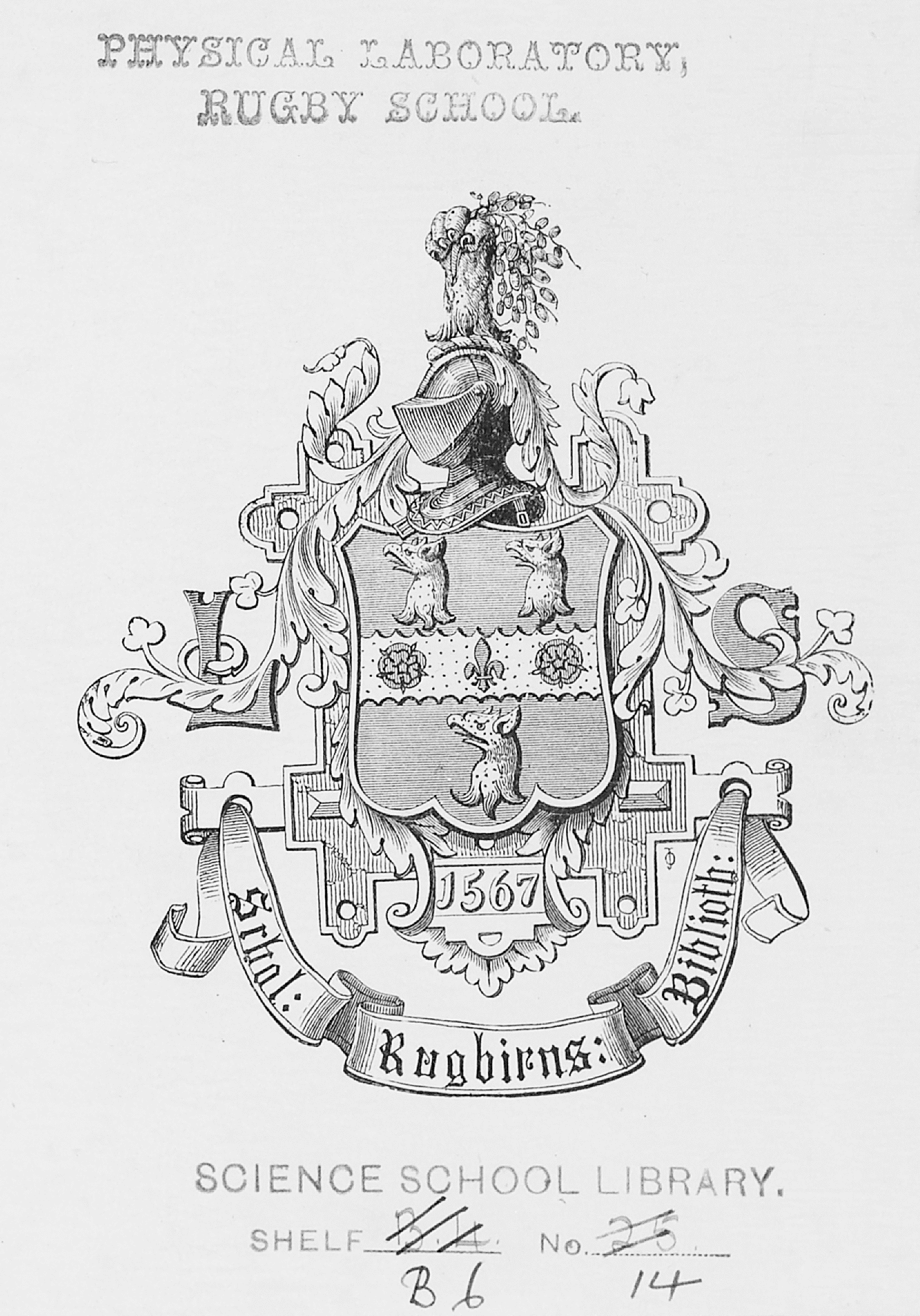
Ex libris

Rugby School is een van de oudste kostscholen in Engeland en een van de bekendste. De school is gevestigd in de stad Rugby in het graafschap Warwickshire.
De school is gesticht in 1567 als gevolg van een legaat in het testament van Lawrence Sheriff, die een fortuin verdiende door etenswaren te leveren aan koningin Elizabeth I van Engeland. Het was zijn bedoeling om op de school gratis onderwijs te geven aan de jongens van de stad en de regio. In de loop der jaren ontwikkelde Rugby School zich tot een waar instituut op onderwijsgebied en moest voor het onderwijs worden betaald. Vanaf 1975 worden ook meisjes tot de school toegelaten.
Rugby School dankt zijn reputatie voor een groot deel aan de sport rugby, die in 1823 uitgevonden zou zijn door William Webb Ellis. Deze leerling van de Rugby School zou, volgens de legende, tijdens een sportwedstrijd met de bal in de armen gerend hebben met als doel te scoren, wat echter volgens het reglement in die toenmalige wedstrijd verboden was.

## Oud-leerlingen
| - William 'Andy' Anderson - John Bate Cardale - Lewis Carroll - Robin George Collingwood - John Marshall Dugdale | - Hedley Fowler - Rupert Harden - Richard Hare - Wyndham Lewis - William Moberly | - James Petiver - Thomas Phillipps - Richard Sykes - William Henry Waddington - Thomas Sherren Whittaker |

en Möndro, Ringang, Kyibu II en Gongkar, vier jonge Tibetanen, uitgezonden door de dalai lama, Thubten Gyatso.